# Partito Comunista della Federazione Russa
Il Partito Comunista della Federazione Russa (in russo Коммунистическая партия Российской Федерации, КПРФ?, Kommunističeskaja partija Rossijskoj Federacii, KPRF) è un partito politico russo di orientamento marxista-leninista.
Il partito fa costante richiamo al patriottismo sovietico e al comunismo.
Alle elezioni parlamentari in Russia del 2021, il partito ottiene il 20% dei voti, non riconoscendo i risultati.

## Storia

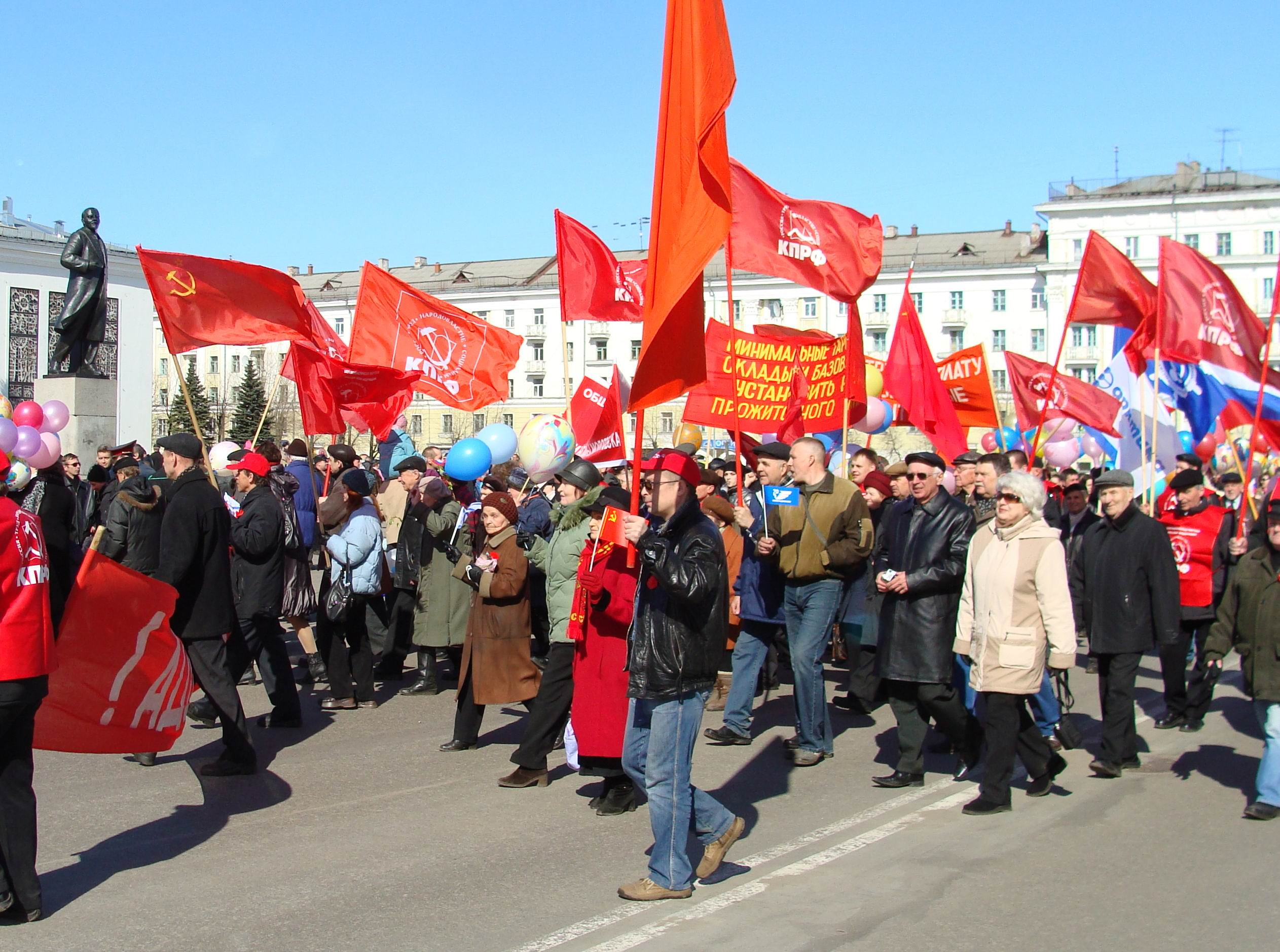
Manifestazione del KPRF

Il KPRF è stato fondato il 14 febbraio 1993 al Secondo Congresso Straordinario dei Comunisti Russi, dove si è dichiarato il successore del Partito Comunista della Repubblica Socialista Federativa Sovietica Russa (CPRSFSR).  Si formò attraverso la fusione di gruppi successori al Partito Comunista dell'Unione Sovietica (PCUS), tra cui il Partito Socialista dei Lavoratori di Roy Medvedev (di orientamento socialista di sinistra), l'Unione dei Comunisti di Alexei Prigarin; e gran parte dei membri del Partito Comunista Operaio Russo (anche se il leader del partito Viktor Anpilov rifiutò il nuovo partito).  Il KPRF divenne rapidamente il più grande partito in Russia, con 500.000 membri subito dopo la sua fondazione, più del doppio di tutti gli altri partiti associati messi insieme.

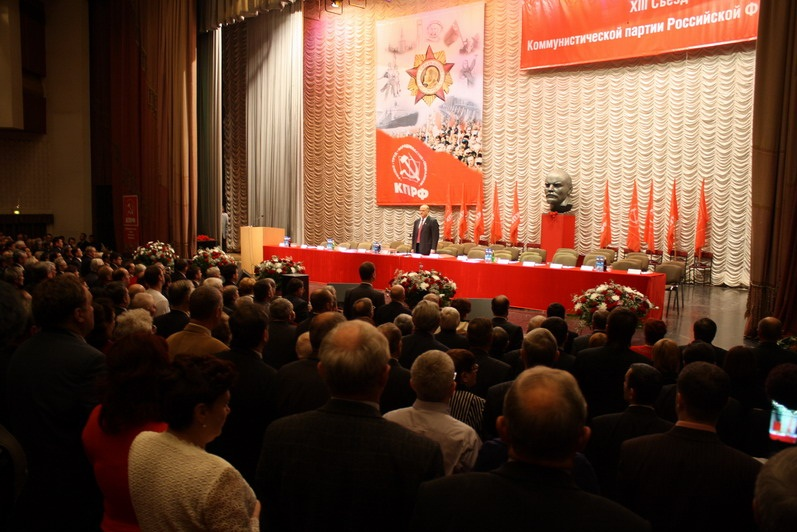
XIII Congresso del Partito Comunista della Federazione Russa nel 2008.

Nel 1993 il KPRF affrontò anche la sua prima prova elettorale, le elezioni legislative, ottenendo il 12,40% dei suffragi (terzo partito), pari a 42 seggi. Nel 1995 il rinnovo della Duma fece segnare un exploit storico per il KPRF: primo classificato (con più del doppio dei voti ottenuti dal secondo partito), il 22,30% dei voti e il 34,9% dei seggi (157).
L'anno seguente, alle elezioni presidenziali, il KPRF appoggiò la candidatura di Gennadij Zjuganov, votato da 24.211.686 elettori (32,03%) al primo turno, a poca distanza dal presidente uscente Boris El'cin, ma da questi battuto al ballottaggio (53,82% contro 40,31%), secondo alcune fonti a causa di brogli elettorali. Le elezioni parlamentari in Russia del 1999 fecero segnare il picco massimo del KPRF, confermatosi primo partito col 24,29% dei voti (ma 113 seggi in virtù della mutata legge elettorale). Tuttavia l'anno seguente Gennadij Zjuganov non riuscì a portare al ballottaggio delle elezioni presidenziali il suo nuovo rivale, Vladimir Putin. Il presidente del KPRF ottenne infatti 21.928.468 voti, pari al 29.48%.
La popolarità di Putin e la nascita di un nuovo partito "del potere", Edinaja Rossija ("Russia Unita"), hanno interrotto la sorprendente cavalcata in avanti del KPRF, avviandolo anzi verso un rapido declino: alle elezioni legislative del 2003 il KPRF ha perduto la prima posizione, ma cosa ben più grave solo 7.647.820 elettori (il 12,61%) hanno scelto di votarlo. Tendenza negativa confermata l'anno successivo dalla elezioni presidenziali, in occasione delle quali il KPRF aveva deciso di puntare sul candidato del Partito Agrario di Russia Nikolaj Charitonov, votato da 9.513.313 elettori (il 13,69%). Il calo dei consensi è stato tuttavia interpretato dal KPRF come effetto della repressione governativa: Gennadij Zjuganov, presidente del partito, ha definito le elezioni parlamentari in Russia del 2003 uno "spettacolo rivoltante".
Il 2 marzo 2008 il KPRF si riprende dalle deludenti prestazioni elettorali precedenti conquistando il 17,72% dei voti alle nuove elezioni presidenziali in Russia del 2008, risultato positivo rafforzato anche nelle elezioni parlamentari del dicembre 2011, dove il KPRF ottiene il 19,20% dei voti, eleggendo 92 rappresentanti alla Duma.
Nel 2012 Egor Ligačëv criticò duramente l'operato di Zjuganov, accusandolo di aver tradito i fondamenti del marxismo-leninismo a favore del nazionalismo borghese, e di essere vicino alle posizioni di populismo di destra del partito di Vladimir Putin.
Nel 2013 il partito vinse le elezioni locali a Novosibirsk (la terza città più grande del Paese). La sua capacità elettorale del partito sembra variare molto in base alla regione analizzata.
Nel 2018, il candidato del KPRF, Valentin Konovalov (allora trentenne), vinse le elezioni in Khakassia, diventandone presidente.
Nel 2020, il partito si oppone alla riforma della Costituzione proposta dal governo russo.
Nel 2022, il partito si schiera a favore dell'invasione russa dell'Ucraina, giustificandola, fra gli altri motivi, anche rifacendosi alla teoria del complotto sulle armi biologiche ucraine. Alcuni esponenti del partito e del Komsomol hanno invece condannato l'invasione su larga scala dell'Ucraina, essendo tuttavia in alcuni casi favorevoli al riconoscimento delle repubbliche separatiste di Doneck e Luhansk.

## Struttura

### Segretario
- Gennadij Zjuganov (1993 - in carica)

### Organizzazione giovanile
L'organizzazione giovanile del Partito Comunista della Federazione Russa è la Gioventù Comunista Leninista della Federazione Russa, sorta nel 1999.

## Adesioni
Confluirono per dar vita al Partito Comunista della Federazione Russa i seguenti partiti:
- Partito Socialista dei Lavoratori
- Unione dei Comunisti
- Partito Comunista Operaio Russo (maggioranza del partito)[senza fonte]

## Scissioni
- 7 settembre 2002 - Partito della Rinascita Russa[senza fonte]
- 20 aprile 2005 - Patrioti di Russia (confluito nel 2021 in Russia Giusta)[senza fonte]
- 23 maggio 2009 - Comunisti di Russia[senza fonte]

## Risultati elettorali
| Elezione          | Voti       | %     | Seggi     | Posizione   |
| ----------------- | ---------- | ----- | --------- | ----------- |
| Parlamentari 1993 | 6.666.402  | 12,40 | 42 / 450  | Opposizione |
| Parlamentari 1995 | 15.432.963 | 22,30 | 157 / 450 | Maggioranza |
| Parlamentari 1999 | 16.196.024 | 24,29 | 113 / 450 | Opposizione |
| Parlamentari 2003 | 7.647.820  | 12,61 | 52 / 450  | Astensione  |
| Parlamentari 2007 | 8.046.886  | 11,57 | 57 / 450  | Astensione  |
| Parlamentari 2011 | 12.594.232 | 19,20 | 92 / 450  | Astensione  |
| Parlamentari 2016 | 7.019.752  | 13,34 | 42 / 450  | Astensione  |
| Parlamentari 2021 | 10.660.669 | 18,93 | 57 / 450  | Astensione  |

| Elezione           | Elezione | Candidato          | Voti       | %     | Esito         |
| ------------------ | -------- | ------------------ | ---------- | ----- | ------------- |
| Presidenziali 1996 | I turno  | Gennadij Zjuganov  | 24.211.686 | 32,03 | ❌ Non eletto |
| Presidenziali 1996 | II turno | Gennadij Zjuganov  | 30.104.589 | 40,31 | ❌ Non eletto |
| Presidenziali 2000 | I turno  | Gennadij Zjuganov  | 21.928.468 | 29,48 | ❌ Non eletto |
| Presidenziali 2004 | I turno  | Nikolaj Charitonov | 9.514.554  | 13,69 | ❌ Non eletto |
| Presidenziali 2008 | I turno  | Gennadij Zjuganov  | 13.214.435 | 17,72 | ❌ Non eletto |
| Presidenziali 2012 | I turno  | Gennadij Zjuganov  | 12.288.624 | 17,18 | ❌ Non eletto |
| Presidenziali 2018 | I turno  | Pavel Grudinin     | 8.879.463  | 11,77 | ❌ Non eletto |
| Presidenziali 2024 | I turno  | Nikolaj Charitonov | 3.757.010  | 4,31  | ❌ Non eletto |

## Nelle istituzioni

### Presidenti della Duma di Stato
- Gennadiy Seleznyov (17 gennaio 1996 - 4 giugno 2002)[senza fonte]

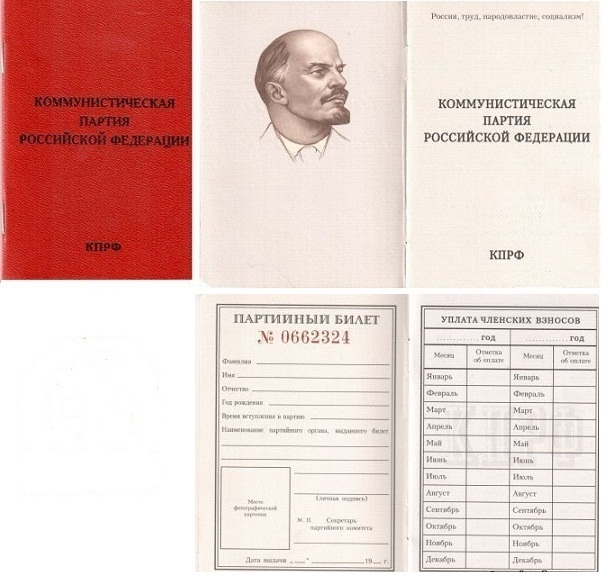
Tessera del Partito Comunista della Federazione Russa

## Iscritti
- 2019: 160.000[14]

## Stampa

Logo ufficiale della Pravda.

L'organo ufficiale del partito è dal 1997 la Pravda.